# Janina Foltyn
Janina Foltyn (ur. 27 grudnia 1921 w Szamotułach, zm. 30 kwietnia 2008) – regionalistka i propagatorka folkloru szamotulskiego, współzałożycielka i długoletnia kierowniczka Zespołu Folklorystycznego „Szamotuły” powstałego w 1945 roku. W młodości należała do szkolnego zespołu tańca ludowego, prowadzonego przez Stanisławę Koputową. W 1963 roku ukończyła Studium Kulturalno-Oświatowe w Poznaniu. W latach 1968–1980 pełniła funkcję instruktora w związku z realizacją programów artystycznych Dożynek Centralnych.
Poza Zespołem Folklorystycznym „Szamotuły” prowadziła także inne grupy taneczne. Wykonywała również szamotulskie stroje regionalne. Aktywnie współpracowała z Muzeum Ziemi Szamotulskiej (późniejszym Muzeum-Zamek Górków w Szamotułach). Otrzymała wiele nagród i wyróżnień, między innymi Odznakę Honorową „Zasłużony Działacz Kultury” (1967), Srebrny Krzyż Zasługi (1969), Krzyż Kawalerski Orderu Odrodzenia Polski (1977), Nagrodę Ministra Kultury i Sztuki II stopnia (1985), Krzyż Oficerski Orderu Odrodzenia Polski (1985), Nagrodę z Medalem im. Oskara Kolberga (1994), Krzyż Komandorski Orderu Odrodzenia Polski (2000). Została pochowana na cmentarzu parafialnym w Szamotułach.